# Rony Martias

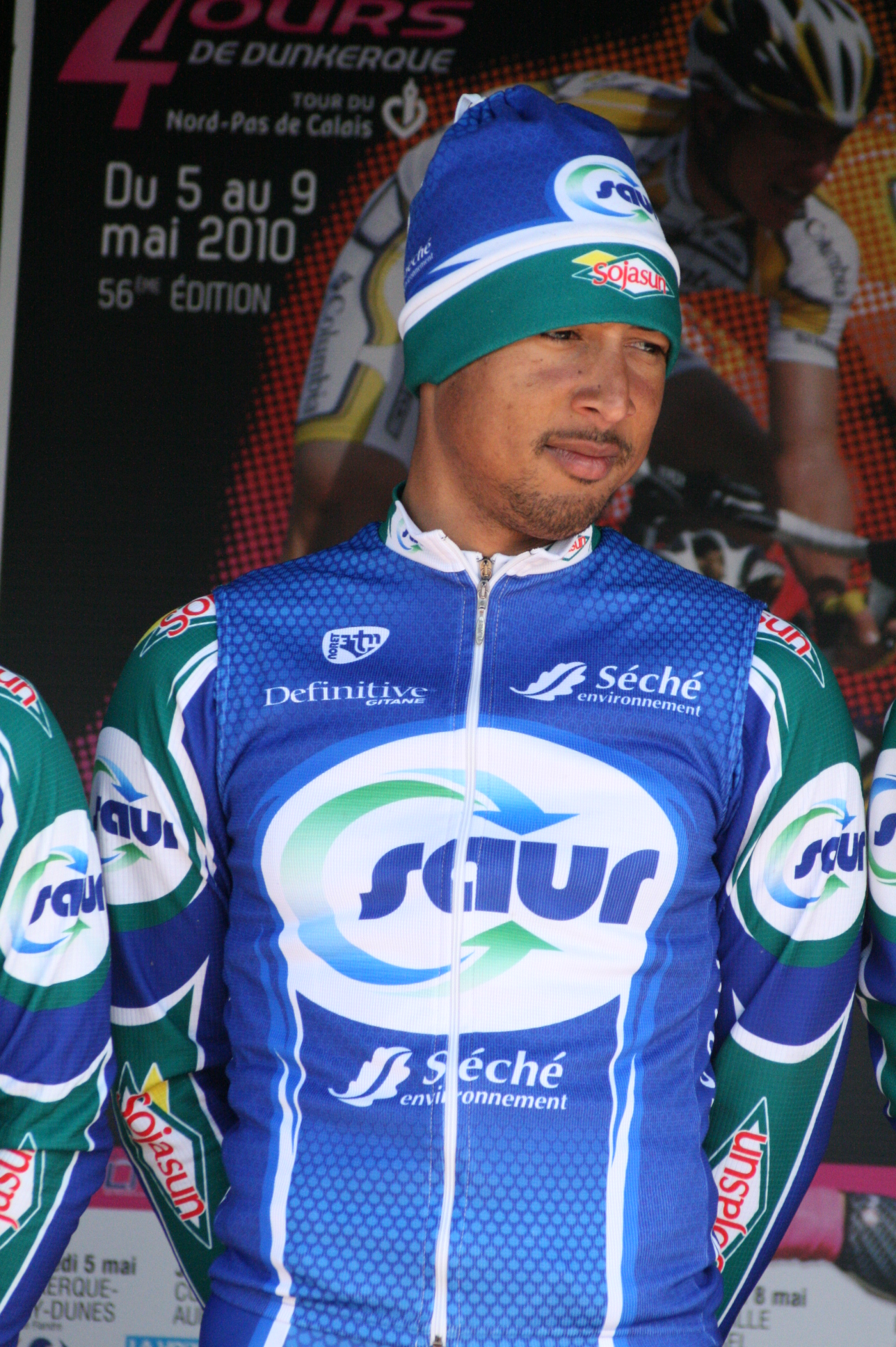
Rony Martias bei den Vier Tagen von Dünkirchen 2010

Rony Martias (* 4. August 1980 in Basse-Terre, Guadeloupe) ist ein französischer Radrennfahrer.

## Karriere
2002 gewann er das Etappenrennen Tour d’Eure-et-Loir. Rony Martias begann seine Profikarriere 2003 bei Brioches La Boulangère. Im selben Jahr konnte er den Prolog der Tour de la Guadeloupe gewinnen. Seit 2005 nennt sich sein Team Bouygues Télécom und nimmt an der UCI ProTour teil. Bei der Tour Down Under 2006 zeigte er sich stark. Er wurde unter anderem einmal Dritter und einmal Fünfter. Beim GP Internacional Costa Azul 2006 wurde er Siebter und gewann eine Etappe der Tour de Picardie. Bei der Deutschland-Tour 2006 zeigte er ebenfalls eine starke Leistung und wurde auf einer Etappe Siebter und auf einer Vierter. Im Jahr 2007 wurde er bei Tro-Bro Léon Siebter und konnte sich bei der Vuelta a España auf zwei Etappen in der Top 10 platzieren. Seine bisher stärkste Saison fuhr er 2008. Er gewann zwei Etappen bei La Tropicale Amissa Bongo Ondimba und die Gesamtwertung der Tour Ivoirien de la Paix. Außerdem wurde er 14. beim Frühjahrsklassiker Gent–Wevelgem. Zur Saison 2010 wechselte er zum Team Saur-Sojasun. Nach 2014 erhielt er keinen Vertrag mehr bei einem internationalen Radsportteam.

## Erfolge
2003
- eine Etappe Tour de la Guadeloupe

2006
- eine Etappe Tour de Picardie

2008
- zwei Etappen La Tropicale Amissa Bongo Ondimba
- Gesamtwertung Tour Ivoirien de la Paix

## Teams
- 2003 Brioches La Boulangère
- 2004 Brioches La Boulangère
- 2005 Bouygues Télécom
- 2006 Bouygues Télécom
- 2007 Bouygues Télécom
- 2008 Bouygues Télécom
- 2009 Bbox Bouygues Télécom
- 2010 Saur-Sojasun
- 2011 Saur-Sojasun
- 2012 Saur-Sojasun
- 2013 Sojasun